# Цунами (альбом)
«Цуна́ми» — четвёртый студийный альбом рок-группы «Ночные снайперы». Последний альбом, записанный с участием Светланы Сургановой. Записывался в феврале 2002 года в Киеве на студии саунд-продюсера Евгена Ступки «Столица звукозапись».

## Об альбоме
По мнению Дмитрия Бебенина, музыкального обозревателя сайта Звуки.ру, по сравнению с предыдущими релизами, несмотря на то, что выбор либо в сторону рока, либо поп-рока так и не был сделан, группа практически растеряла свою самобытность. Критиком были отмечены самоповторы и чувство досады, которое возникает у тех, кто слушал ранние альбомы Ночных снайперов. Так же он пишет об утраченном отличии от большинства современных рок-групп, о том, что раньше группа являлась коллективом авторов. В этом же альбоме большинство текстов и музыки было написано Дианой Арбениной, у Светланы Сургановой же отсутствуют даже вокальные партии. Критик характеризует альбом как «сокращение изобразительного ряда группы до нескольких гарантированно действующих приемов» и высказывает опасения, что группа может быть потеряна для слушателя.
Алексей Мажаев на сайте InterMedia также отмечает сильные изменения по сравнению с предыдущими релизами группы. Связывает он это с выходом на профессиональную музыкальную сцену, однако замечает, что стабильность и ровность новой пластинки оборачивается предсказуемостью. Уход Светланы Сургановой из группы, по его словам, лишь «юридически» закрепляет устоявшееся лидерство в группе Дианы Арбениной. Все песни являются отображением характера Дианы: жёсткие, харизматичные, резкие. Даже скрипка Сургановой не смогла изменить такого впечатления от песен.

## Список композиций
Слова и музыка всех песен — Дианы Арбениной.
| №                   | Название             | Длительность |
| ------------------- | -------------------- | ------------ |
| 1.                  | «Пароходы»           | 2:58         |
| 2.                  | «Катастрофически»    | 3:32         |
| 3.                  | «На границе»         | 4:16         |
| 4.                  | «Д.р.»               | 3:12         |
| 5.                  | «Цунами»             | 3:13         |
| 6.                  | «Ты дарила мне розы» | 3:04         |
| 7.                  | «Время года зима»    | 3:39         |
| 8.                  | «Столица»            | 4:17         |
| 9.                  | «Охота на волчат»    | 2:46         |
| 10.                 | «Dance me»           | 2:52         |
| 11.                 | «Чёрное солнце»      | 4:37         |
| 12.                 | «Аfрики»             | 2:46         |
| 13.                 | «Питерская»          | 3:34         |
| 14.                 | «Зву-чи!»            | 3:32         |
| Общая длительность: | Общая длительность:  | 48:18        |

## Принимали участие
- Диана Арбенина — гитара, перкуссия, вокал, музыка, тексты
- Светлана Сурганова — скрипка, бэк-вокал
- Иван Иволга — гитара, клавишные
- Дмитрий Горелов — ударные
- Игорь Копылов — бас-гитара